# Ratolí de laboratori

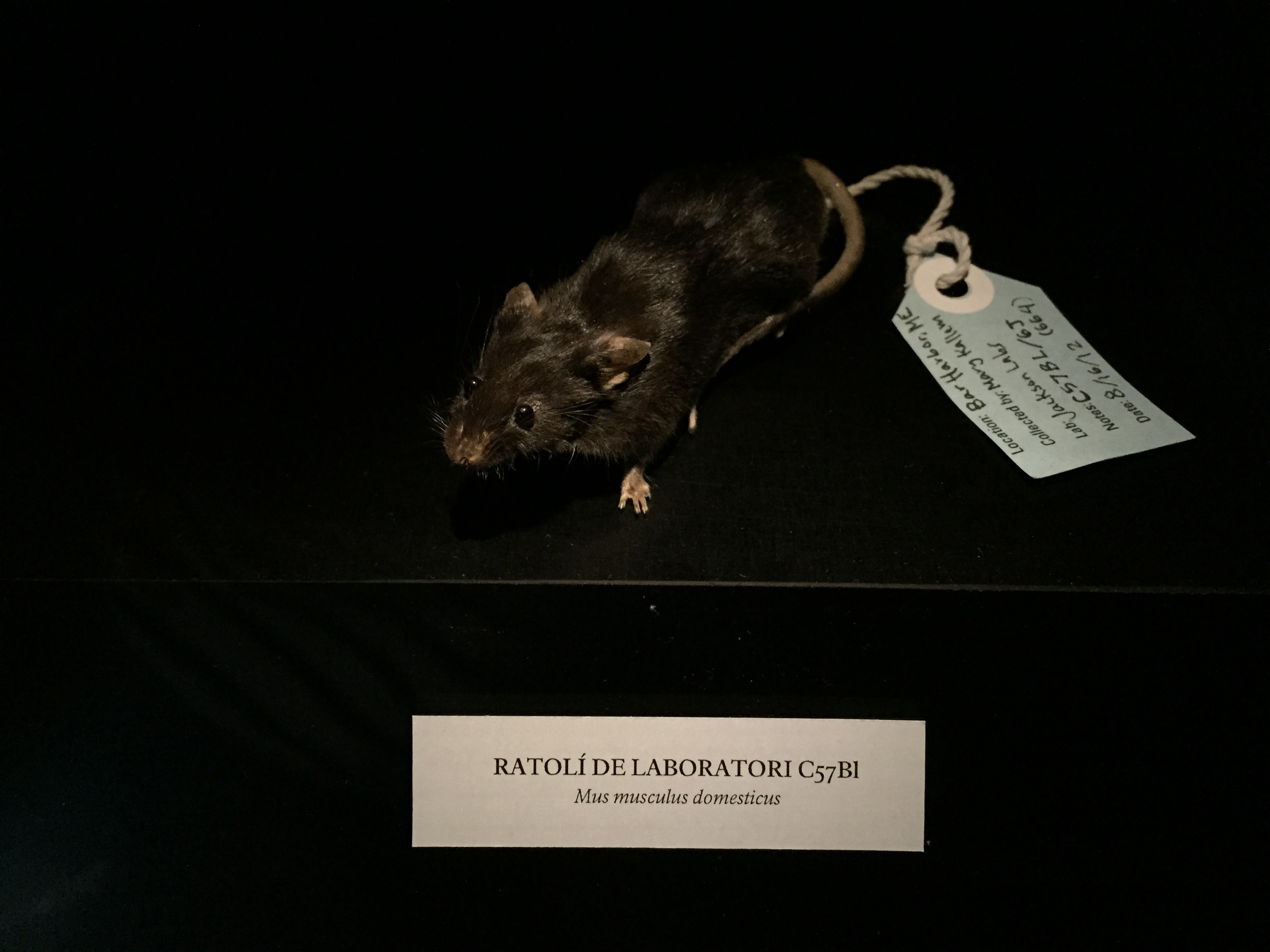
Ratolí de laboratori

El ratolí de laboratori és un rosegador, usualment de l'espècie Mus musculus, que s'utilitza en la investigació científica. El seu cariotip està compost per 40 cromosomes i solen ser albins.
Per a cada experiment s'escullen ratolins de laboratori que pertanyin a un mateixa soca pura o endogàmica. Els individus d'un mateixa soca porten els mateixos gens, per la qual cosa es facilita la comparació dels efectes dels diferents tractaments experimentals (fàrmacs, entorn físic, etc.), sense que es produeixi confusió a causa de les diferències genètiques. La soca més utilitzat ha estat la BALB/c (ratolí albí), encara que existeixen altres disponibles(C57 BL/6), especialment des del desenvolupament de tècniques de manipulació de gens que han proveït una gran quantitat de soques amb modificacions genètiques particulars.
Algunes investigacions particulars poden requerir una espècie de ratolí diferent de Mus musculus. Per exemple, el 2004, investigadors de la Universitat de Emory van utilitzar ratolins de les prades (Microtus ochrogaster) i ratolins dels pantàns (Microtus pennsylvanicus) per estudiar un gen relacionat amb el comportament monògam.
Les característiques que han fet del ratolí de laboratori el model biològic i biomèdic més utilitzat en les investigacions científiques són:
1. El seu fàcil maneig.
2. La seva grandària apropiada per a la criança i manipulació.
3. No requereixen massa cures.
4. Tenen un sistema immunològic similar al dels éssers humans.
5. Tenen un alt nombre de cries.
6. Posseeixen un breu període de gestació (19-21 dies), i el seu deslleti és ràpid.
7. Les femelles produeixen un gran nombre d'òvuls, els quals en ser fecundats són molt resistents.
8. En ser mamífers euteris, posseeixen un genoma molt similar al dels éssers humans.

## Soca C57*BL/6
La C57*BLACK6, abreujada com C57*BL/6 o *black 6, és la soca endogàmic de ratolí de laboratori més àmpliament usada per ser manipulada genèticament en l'estudi de les malalties humanes. Aquesta soca va ser la que es va utilitzar per al projecte genoma del ratolí que va acabar en el 2002. El seu pelatge és cafè fosc, gairebé negre. Té un temperament fàcilment irritable.

## Context genètic i evolutiu
Els éssers humans i els ratolins de laboratori (tots dos mamífers euteris) van compartir un últim avantpassat comú fa 60 milions d'anys aproximadament. L'evolució del genoma dels mamífers és relativament conservadora. Si bé els humans posseeixen avantpassats comuns amb tots els éssers vius, el fet que els humans i els ratolins siguin mamífers euteris fa que tinguin més res en comú que els que es podrien trobar entre els humans i animals no euteris.
Els ratolins tenen un genoma agrupat en 20 parells de cromosomes, mentre que els éssers humans tenen 23. Els genomes dels humans i els ratolins de laboratori són molt similars; el genoma dels humans posseeix 2.900 milions de parells de bases, mentre que el del ratolí conté al voltant de 2.600 milions.
El mapatge genètic ha posat en evidència que alguns gens que es troben en un mateix cromosoma humà estan situats en diferents cromosomes en els ratolins. Per exemple, en el cromosoma 12 dels éssers humans es troben agrupats els gens GADP, TPI, LDHB, KRAS2, INT1, GL1 i LALB, mentre que en el ratolí aquests gens es troben repartits pels cromosomes 6, 15, 10 i 4. Aquests mateixos gens es troben en un mateix cromosoma en els gats (cromosoma B4) i en les vaques (cromosoma 5), la qual cosa indica que els avantpassats dels ratolins van divergir del llinatge que desembocaria en l'home abans que els llinatges dels artiodàctils (grup al qual pertany la vaca) i el dels carnívors (grup al qual pertany el gat). El cromosoma 7 humà posseeix homologies en set cromosomes diferents de Mus musculus. El cromosoma 11 del ratolí té homologies en almenys sis cromosomes humans.
La semblança genètica entre les dues espècies permet comparar els gens gairebé directament, i permet als científics trobar els mateixos gens en humans per decodificar les rutes i mecanismes de les malalties humanes, perquè els ratolins també poden desenvolupar-les. Per exemple, la mutació murina relacionada amb l'obesitat (Magohany) és homòloga al gen attractrin, el qual guarda informació per fer una glicoproteïna i es relaciona amb l'obesitat en els éssers humans.
També és possible induir en els ratolins un gran nombre de malalties humanes manipulant els seus gens per mitjà de tècniques d'enginyeria genètica. Només d'aquesta manera es poden fer investigacions més fiables, ja que la investigació amb humans estaria per fora de les normes bioètiques.

## Ratolí transgènic
Un ratolí transgènic és un ratolí que porta un fragment d'ADN aliè al seu genoma. Per obtenir-los, és necessari construir un plasmidi d'ADN (un plasmidi és un element genètic extracromosòmic la cadena del qual d'ADN és circular) i introduir després el nou gen en la cèl·lula blanc perquè s'insereixi a l'atzar en el genoma cel·lular amb tècniques d'ADN recombinant i de micromanipulació o transfecció. El gen afegit rep el nom de transgeni, i l'animal que ho porta, el de animaltransgènic. Els ratolins transgènics s'utilitzen per conèixer els mecanismes de l'expressió gènica d'un gen o d'un fragment d'aquest.